# Uitlogen
Uitlogen is een proces waarbij mineralen uit een vaste substantie worden onttrokken door middel van oplossing in een vloeistof. Het kan zowel een natuurlijk als industrieel proces zijn. In het laatste geval wordt ook wel van extractie gesproken. Hoewel fysisch-chemisch het effect van uitlogen en extractie exact gelijk is, wordt de term uitlogen doorgaans gebruikt als de nadruk ligt op de substantie die achterblijft, terwijl extractie wordt gebruikt als de nadruk op de opgeloste component ligt. 

## Industriële toepassingen
Uitlogen wordt in een groot aantal industriële processen toegepast. Voorbeelden zijn de onttrekking van metalen uit erts met het gebruik van zuren of de onttrekking van suiker uit suikerbieten met behulp van heet water. Normaal gesproken bestaat de vaste substantie die wordt uitgeloogd uit de inerte onoplosbare drager A en het oplosbare B, dat onttrokken wordt. Het oplosmiddel C wordt toegevoegd om B op te lossen. Het proces produceert C met daarin opgelost B, terwijl er een mengsel van A met ditzelfde oplosmiddel achterblijft. In het ideale geval wordt B geheel opgelost en blijft A geheel inert.
Bij het logen van hout (met name eiken) wordt het natuurlijke, houtbeschermende looizuur met een daartoe geëigend middel (oxaalzuur of natronloog) aan het hout onttrokken, waarbij het hout van kleur verandert ('verweert'). Door oude meubels in een loogbad onder te dompelen, kunnen ze bovendien van hun verf-, lak- en beitslagen worden ontdaan. Nieuwe meubels werden vroeger vaak gebeitst om de kleur van dit geloogde hout na te bootsen.
Vroeger werd kaliumcarbonaat (het hoofdbestanddeel van potas) gewonnen door het uitlogen van houtas en indamping van de resulterende oplossing in een grote, ijzeren pot.

## Natuurlijk proces
In de bodemkunde is uitlogen het verdwijnen van bepaalde mineralen en oplosbare organische stoffen uit de top van een bodem als gevolg van de percolatie van grondwater. Het speelt een belangrijke rol bij bodemvorming.
In de geologie speelt uitlogen een rol bij de diagenese van gesteenten. Bepaalde mineralen lossen bij dit uitlogen in grondwater op, waardoor holtes (poriën) in het gesteente ontstaan. In extreme gevallen kan het gesteente ook geheel oplossen, zoals het geval is bij karstvorming.
Een gevolg van het uitlogingsproces van zanden en kleien kan zijn dat de daarin aanwezige kalkige fossielen, zoals schelpen en foraminiferen, oplossen waardoor het lijkt alsof de betreffende sedimenten fossielloos zijn. Dit kan verwarring opleveren met vergelijkbare sedimenten die nooit fossielen hebben bevat.